# 前566年
| 千纪： | 前1千纪 |
| 世纪： | 前7世纪 \| 前6世纪 \| 前5世纪 |
| 年代： | 前590年代 \| 前580年代 \| 前570年代 \| 前560年代 \| 前550年代 \| 前540年代 \| 前530年代                                                                                                  |
| 年份： | 前571年 \| 前570年 \| 前569年 \| 前568年 \| 前567年 \| 前566年 \| 前565年 \| 前564年 \| 前563年 \| 前562年 \| 前561年                                                                    |
| 纪年： | 周灵王六年 魯襄公七年 齐灵公十六年 晋悼公七年 秦景公十一年 宋平公十年 楚共王二十五年 卫献公十一年 陈哀公三年 蔡景侯二十六年 曹成公十二年 郑僖公五年 燕武公八年 吴王寿梦二十年 杞孝公元年 |

## 大事記
- 韓厥因年老讓晉國正卿位於智罃。
- 楚国令尹公子貞攻陳國。晉國會宋國、陳國、魯國、衛國、曹國、莒國、邾國國君於鄬邑，计划援救陳國。
- 鄭僖公對諸公子無禮，在赴鄬邑途中，羞辱子駟。侍者劝諫，又殺侍者。子駟在鄵邑殺鄭僖公，立太子嘉，為鄭簡公。

## 出生
- 前566年，釋迦牟尼佛誕生。

## 逝世
- 鄭僖公
- 知朔
- 韓厥